# Nico Van Kerckhoven
‎
Nicolas »Nico« Van Kerckhoven, belgijski nogometaš, * 14. december 1970, Lier, Belgija.